# Platycheirus altotibeticus
Platycheirus altotibeticus är en tvåvingeart som beskrevs av Nielsen 2001. Platycheirus altotibeticus ingår i släktet fotblomflugor, och familjen blomflugor.
Artens utbredningsområde är Tibet. Inga underarter finns listade i Catalogue of Life.